# Канале, Микело-Джузеппе
Микело-Джузеппе Канале (итал. Michel Giuseppe Canale; 1808—1890) — итальянский историк и литератор.
Опубликовал: «Storia della Republica di Genova» (Флоренция, 1864—1874); «Della Crimea e dei suoi dominatori» (Генуя, 1801); «Storia del commercio, dei viaggi, delle scoperte e carte nautiche degli Italiani» (Генуя, 1866); «Storia della monarchia Sabauda» (Генуя, 1868); «Gli Annali di Caffari e i suoi continuatori» (Флоренция, 1886) и др. Романы и повести Канале: «Paolo da Novi, doge dl Geneva» (1838); «Isabella Orsini» (1863) и др.